# کانال امن
در رمزنگاری یک کانال امن یک راه مقابله با شُنود و دستکاری داده است. یک کانال محرمانه راهی برای انتقال داده است که در برابر شُنودگرایی مقاوم است (به عنوان مثال: خواندن محتوا)، اما لزوماً در برابر دستکاری داده مقاوم نیست. یک کانال معتبر راهی برای انتقال داده است که در برابر دستکاری مقاوم است، اما لزوماً در برابر شُنودگرایی مقاوم نیست. در رمزنگاری یک کانال امن یک راه مقابله با شنود و دستکاری داده است. یک کانال محرمانه راهی برای انتقال داده است که در برابر شُنودگرایی مقاوم است (به عنوان مثال: خواندن محتوا)، اما لزوماً در برابر دستکاری داده مقاوم نیست. یک کانال معتبر راهی برای انتقال داده است که در برابر دستکاری مقاوم است، اما لزوماً در برابر شنودگرایی مقاوم نیست.

## کانال امن در دنیای واقعی
یک کانال صد در صد امن در دنیای واقعی وجود ندارد. در بهترین حالت تنها راه حل‌های برای ناامن کردن کانال وجود دارد (مانند، پیک، diplomatic bags, homing pigeons)
در سال ۱۹۷۶ دو محقق به تکنولوژی تعویض کلید دست یافتند (بعد از آن‌ها اینطور نامیده شد) (پروتکل تبادل کلید دیفی-هلمن)
این پروتکل به جفت‌ها اجازه می‌دهد که یک key تولید کنند که فقط خودشان می‌دانند، که از نظر محاسباتیغیرممکن یا به عبارت دیگرفرض دیفی-هیلمن یک چالش ریاضی است.
یعنی خیلی خیلی سخت برای حل کردن است. این اهمیت دارد که بدانیم هر تکنولوژی رمزنگاری قابل شکستن است اگر کلید آن به‌طور امن تغییر نکند.

## فرصت‌های آینده
محققان به منظور ایجاد یک کانال امن پیشنهاد رمزنگاری کوانتومی را مطرح کردند. درک فعلی از این موضوع فیزیک کوانتوم کافی است که بدانیم مکانیسم آن به رابطهٔ عدم قطعیت مرتبط است.
روشن نیست که آیا شرایط خاصی که تحت آن می‌توان به کار در دنیای واقعی از سر و صدا، گرد و خاک، و نقص است که در آن همه چیز نیازمند تابع است. تا کنون، اجرای واقعی از این روش کاملأ پیچیده شیک و گران‌قیمت و محدود کردن آن به برنامه‌های کاربردی هدف بسیار خاص است. همچنین ممکن است دچار حملات آسیب‌پذیر به پیاده‌سازی خاص و عیوب در قطعات نوری که از تجهیزات رمز نگاری کوانتومی ساخته شده است شود. این در حالی است که برخلاف الگوریتم‌های رمز نگاری کلاسیک در سراسر جهان، تنها مقدار محدودی از تحقیقات عمومی در ارزیابی امنیتی از پیاده‌سازی‌های امروزی از رمزنگاری کوانتومی انجام شده است، عمدتاً دلیل آن در عدم استفاده گسترده از آن‌ها در ۲۰۱۴ نیست.

## طراحی یک کانال امن
تعریف امنیت برای یک کانال امن را در نظر بگیرید خواص مدل آن از نمونه آن مستقل نیست.
کانال تصدیق جهانی را می‌توان با استفاده از امضای دیجیتال و زیرساخت‌های کلید عمومی به وجود آورد.
کانال‌های محرمانه را می‌توان با فرض سختی محاسبات بر اساس رمزنگاری ترکیبی و زیرساخت کلید عمومی به وجود آورد.